# Hi, I'm Saori
Hi, I'm Saori (chino: 我的保姆手册, pinyin: Wo De Bao Mu Shou Ce), es una serie de televisión china transmitida del 12 de noviembre del 2018 hasta el 24 de diciembre del 2018 a través de Zhejiang TV (ZJTV).

## Sinopsis
Es el año 2046 y los robots de AI reciben una nueva funcionalidad con el chip de "amor". 
Saori, es una joven hermosa, con un carácter muy humano y también una de los robots de inteligencia artificial que recibieron el chip, emocionada por probarlo, decide viajar al año 2018 y enamorarse de la superestrella Su Dahao (Hu Ze Hao), como parte de un juego.
Cuando llega al 2018, Saori supera a todos los solicitantes y es contratada como la nueva "niñera" del arrogante Dahao, con la condición de que trabaje de forma discreta desde la casa y nunca se aparezca delante de él, lo que nadie sabe en realidad es que en realidad Saori es un robot. 
Al inicio Da Hao intenta continuamente hacer que se vaya, ya que no le gustan los extraños, sin embargo finalmente comienza a adecuarse a su presencia y las cosas comienzan a complicarse cuando comienza a enamorarse de ella.

## Reparto

### Personajes principales
| Actor           | Personaje | N.º de episodios | Notas                                                                                |
| --------------- | --------- | ---------------- | ------------------------------------------------------------------------------------ |
| Zheng Shuang    | Saori     | 40               | Es una robot artificial que comienza a trabajar como la nueva asistente de Su Dahao. |
| Itthipat Thanit | Su Dahao  | 40               | Es una superestrella arrogante que odia estar cerca de extraños.                     |

### Personajes secundarios
| Actor                   | Personaje  | N.º de episodios | Notas                             |
| ----------------------- | ---------- | ---------------- | --------------------------------- |
| Yu Yijie                | Su Xiaobei | -                | Es el primo de Dahao.             |
| Chen Yan                | Yan Yan    | -                | Es la hermana de Saori.           |
| Zheng Chengcheng        | Lan Lan    | -                | Es la agente de Dahao.            |
| Feng Bo                 | Wei Lai    | -                | Es la otra asistente de Su Dahao. |
| Lv Jia Rong (Kelsey Lu) | Lan Yuyan  | -                |                                   |
| -                       | Su Feier   | -                |                                   |
| Liu Tong                | -          | -                |                                   |
| Chen Yucheng            | -          | -                |                                   |
| Dylan Xiong             | -          | -                |                                   |
| Li Xing                 | -          | -                |                                   |

## Episodios
La serie estuvo conformada por 40 episodios, los cuales fueron emitidos de lunes a viernes, los VIP ven 8 episodios por adelantado a las 24:00.

## Producción
La serie también es conocida como "My AI Nanny".
La serie es dirigida por Liang Hao y escrita por Chen Yi Nuo.
Las filmaciones comenzaron el 20 de febrero del 2018 en Shanghái, China.
Cuenta con el apoyo de las compañías de producción "Hongwen Media" y "Lingyu Media", y es emitida por Zhejiang TV (ZJTV).

### Recepción
A su estreno la serie había alcanzado más de 200 millones de espectadores en una hora y cerca de 300 millones en 12 horas.